# 빌리 존스
빌리 존스(Billy Jones, 1987년 3월 24일, 잉글랜드 슈루즈버리 ~ )은 잉글랜드 출신의 전 프로 축구 선수이다. 현역 시절 포지션은 라이트 백이었다.